# Plakpak
Plakpak is een bestuurslaag in het regentschap Pamekasan van de provincie Oost-Java, Indonesië. Plakpak telt 13.355 inwoners (volkstelling 2010).